# Henry Johansen
Henry Høgfeldt „Tippen“ Johansen (* 21. Juli 1904 in Christiania, heute Oslo; † 29. Mai 1988 ebenda) war ein norwegischer Fußballtorhüter. Er nahm an den Olympischen Spielen 1936 und an der Fußball-Weltmeisterschaft 1938 teil.

## Spielerkarriere
Johansen verbrachte seine gesamte Spielerkarriere bei Vålerenga Oslo, wo er von 1923 bis 1946 spielte.
Zwischen 1926 und 1938 bestritt Johansen 48 Länderspiele für Norwegen.
Bei den Olympischen Spielen in Berlin stand er in allen vier Partien der Norweger im Tor, darunter beim 2:0 im Spiel gegen Deutschland und beim 3:2-Sieg gegen Polen im Spiel um die Bronzemedaille.
Anlässlich der Fußball-Weltmeisterschaft 1938 in Frankreich wurde er in das norwegische Aufgebot berufen. Dort stand er in der Mannschaft, die dem späteren Weltmeister Italien im Achtelfinale knapp mit 1:2 nach Verlängerung unterlag und aus dem Turnier ausschied.
Während seiner aktiven Laufbahn fungierte er 1944 als Spielertrainer bei Vålerenga. 1949 trainierte er Vålerenga erneut und führte den Klub zur norwegischen Vizemeisterschaft.

## Weitere Sportarten
Johansen praktizierte neben dem Fußball auch andere Sportarten. Für seine Leistungen im Skisport wurde er 1938 mit dem Egebergs Ærespris ausgezeichnet. Zudem spielte er Eishockey und Bandy.

## Erfolge
- Olympische Bronzemedaille: 1936